# Divino de São Lourenço
Divino de São Lourenço este un oraș în statul Espírito Santo (ES) din Brazilia.